# Шап
 Тази статия е за болестта.  За селището във Франция вижте Шап (Франция).  
Шап (на латински: Aphtae epizooticae; на английски: Foot and mouth disease) се нарича вирусно заболяване по чифтокопитните животни, което се причинява от РНК вирус от семейство Picornaviridae.
Протича остро с треска и екзантеми по лигавиците на храносмилателната система, кожата на вимето и междукопитната цепка. Вирусът се характеризира с изключителна контагиозност. Заболяването е зооантропоноза. При хората протича рядко с клинични признаци на везикулозно-ерозивен и улцерозен изрив по лигавицата на устната кухина и кожата на ръцете и краката. Шапът е широко разпространена, особено опасна вирусна инфекция, която нанася големи икономически щети. Възникването и разпространението на шапните огнища се следи от Световната организация за здраве на животните в Париж и няколко центъра в Рим, Англия и Бразилия.

## Исторически сведения
Шапът е една от древните инфекции. Описание на признаците сходни със заболяването има още от 16 век в Италия. Първото клинично наблюдение на шап при хората е регистрирано през 1764 г. от Сейгар. Възможностите за заразяване на човека чрез млякото са доказани през 1834 г. от трима ветеринарни лекари – Hertwig, Mann и Villaint. Тримата изпиват по 250 ml мляко от болна крава и няколко дена след това заболяват от шап. В края на 19 век Ото Болингер отделя шапа като самостоятелно заболяване. През 1897 г. Фрош и Фридрих Льофлер изолират и вируса. В периода 1926 – 1936 г. се внедрява и ваксината против шап.

## Разпространение
Шапът е разпространен в много страни и континенти. В миналото е протичало като панзоотия, но след въвеждането на масовите ваксинации през 1955 – 1960 г. се развива като епизоотии. В Нова Зеландия дотогава не са регистрирани случаи на шап. Последният случай в Австралия е регистриран през 1972 г. Свободна от заболяването е и Северна Америка. През последните десетилетия в Европа са констатирани периодични епизоотии, причинени от вируси тип О и А, а през 1973 – 1974 г. и от тип Азия 1 (случай в България). Неблагополучни по отношение на шапа са страните от Южна Америка и Африка, Турция, Иран и Афганистан.

### В България
В България болестта е внасяна много пъти от съседните страни, но бързо е ограничавана и ликвидирана. Последните три огнища на шап в България са регистрирани през 1993 г. в Симеоновград, 1996 г. в Малко Шарково и в началото на 2011 г. първично огнище на шап в близост до Кости при отстреляно диво прасе и вторични огнища при домашните животни в Кости, Резово и Граматиково. И в трите случая се касае за вирус пренесен с животни или замърсен фураж от Турция. На 19 март 2011 г. е обявено първично огнище на шап в село Кирово, на 24 март в село Граничар, а на 25 март в селата Факия, Голямо Буково и Момина църква. И петте са в община Средец.

## Етиология
Вирусът има сферична форма, икосаедрална симетрия с 60 капсомера и големина от 22 -30 nm. Геномът му съдържа едноверижна РНК (+) верига. Известни са 7 антигенни типа вируси, които предизвикват еднаква клинична картина: O, A, C, SAT-1, SAT-2, SAT-3 и Asia-1.

## Възприемчивост и имунитет
При естествени условия са възприемчиви чифтокопитните животни. Отделните видове са различно чувствителни към заразяване от вируса на шапа. Най-възприемчиви са говедата, следвани от свинете, овцете, биволите и козите. Дивите чифтокопитни са по-слабо възприемчиви. Примитивните породи домашни животни преболедуват по-леко. Най-възприемчиви са младите животни.
Човекът е възприемчив в ограничена степен. Най-чувствителни са деца, които консумират заразено мляко.
След преболедуване се изгражда строго типовоспецифичен имунитет с продължителност до година и половина.

## Епизоотология
Източник на инфекцията са болни животни, които отделят вируса със слюнка, мляко, изпражнения и урина. Отделянето му започва още в края на инкубационния период и продължава до 6-и ден при свинята и 11-и при говедото. Млякото съдържа вирус най-дълго време. Най-малко количество вируси се отделят с урината и изпражненията.

## Патогенеза
Вирусът прониква по алиментарен път и на мястото на входната врата (търбуха при преживните и назофаринкса при хората, по-рядко през кожата и дихателните пътища) се образува първична афта – мехурче изпълнено със серозна течност. След това се наблюдава генерализация на инфекцията с повишаване на телесната температура и поява на вторични афти със специфична локализация. При локализация в мускулатурата вирусът може да предизвика дегенеративни проблеми в сърцето. Бременните животни абортират, а новородените развиват виремия със силно увреждане на сърцето и умират за около денонощие.

## Клинични признаци
Инкубационният период е от 2 до 7 дни. При животните протича почти винаги остро с някои различия в зависимост от вида. При овцете и козите се наблюдава и бързо оздравяване, а биволите прекарват болестта подостро и даже скрито. Бозаещите малки боледуват свръхостро и много от тях умират.
Доброкачествената (обикновената) форма започва с повишение на температурата до 41 °C. Отказват храна, пулсът се ускорява, появява се атония на предстомашията. При отваряне на устата се наблюдава суха лигавица, която е зачервена на петна и топла. Няколко часа по-късно по ръба и гърба на езика, по бузите и устните и по-рядко по носното огледало се появяват афти, които достигат големина на орех. Те бързо се пукат и поради това най-често се забелязват ерозии с неправилна форма. Същите са изключително болезнени и животните отказват храна. Те примляскват, а от устата им изтича точеща се слюнка. До 3 дни ерозиралата лигавица бързо се възстановява. В същото време в областта на копитата също се наблюдават афти, които бързо се пукат и образуват кафяви крусти. В резултат на това се появява упорита куцота. При лактиращите крави се засяга и млечната жлеза. По кожата на цицките се образуват афти, които по големина достигат до тази на яйце. Пукат се бързо и са изключително болезнени. Това затруднява издояването и последва развитие на мастити. Бременните животни абортират или раждат нежизненоспособни приплоди.
Злокачествената (апоплектичната форма) при говедата завършва със смърт. Дължи се на тежко увреждане на сърдечния мускул и възниква както в началото на заболяването, така и в процеса на оздравяване. Наблюдава се внезапно влошаване на състоянието на боледуващото животно и бърза смърт.
При телета и други новородени видове животни се наблюдава септисемична форма. Наблюдават се първични афти с бързоразвиваща се депресия, силно изразен гастроентерит, затруднено и учестено дишане.

## Диагноза

### Патологоанатомични изменения
При животните се откриват изменения при злокачествената форма. В сърцето се откриват сиво-жълти до сиво-бели огнища. Най-често те се откриват по стената на лявата камера. Придава се пъстър вид на сърдечния мускул (тигрово сърце). При бозаещите се наблюдават кръвоизливи, отоци и силна дегенерация на сърцето.
При хората смъртните случаи са изключителна рядкост. Патологоанатомичната картина показва изменения в лигавицата на устата, по-рядко по хранопровода, ларинкс, трахея, полови органи и кожата. Наблюдават се множество малки афти, ерозии, а при по-тежките случаи и некрози.

## Диференциална диагноза
В диференциално диагностично отношение е нужно да се вземат предвид следните заболявания:
- Везикулозна болест при свинете – боледуват свине. Характеризира се с лезии по устата, краката, повишена температура.
- Син език – боледуват едри и дребни преживни животни. Характеризира се с ерозии и улцерации по устата, лезии по краката и висока смъртност.
- Мукозна болест - Вирусна диария – боледуват говеда, проявяват се единични животни. Характеризира се с ерозии, липсва повишена температура.
- Чума по дребните преживни животни – боледуват овце и кози. Характеризира се с диария, пневмония и висока смъртност.
- Чума по говедата – боледуват говеда, овце, кози. Характеризира се с диария и висока смъртност.
- Заразнен ринотрахеит - пустулозен вулвовагинит – боледуват говеда. Характеризира се с носни и очни изтечения.
- Злокачествена катарална треска – боледуват единични говеда. Характеризира се с очни лезии.
- Ентеротоксемия – боледуват говеда, овце и кози. Характеризира се с висока смъртност и най-вече при млади животни, липсват лезии по устата и краката.
- Папулозен стоматит – боледуват говеда. Боледуват предимно млади животни с лезии по устата
- Улцерозен мамилит – боледуват говеда. Характеризира се с лезии по папулата на вимето, липсвет лезии по устата и краката
- Везикулозен стоматит – боледуват говеда, овце, коне. Нетипичен за Европа.
- Везикулозна екзантема – боледуват само свине. Нетипичен за Европа
- Заразна ектима – боледуват овце. Липсват везикули
- Дерматофилоза – боледуват говеда, овце и овце. Характеризира се с признаци на
- Куцота породена от ламинит, абсцеси по копитата, копитен гнилец – Обикновено липсва повишена температура. Липсват лезии по устата
- Травма – Липсва повишаване на температурата, липсват везикули, боледуват единични животни.
- Дерматити.